# 国際雲図帳
国際雲図帳（こくさいうんずちょう、英：International Cloud Atlas）とは、気象学における雲の分類（雲形分類）の基準を示した、世界気象機関（WMO）発行の書籍・学術資料。
WMOをはじめとした世界の気象学者の協議によって定められた雲の分類を、世界中の気象学者はもとより、一般の気象観測者向けに解説したもの。
1897年に最初の版が発刊（1896年作成）、その改定が重ねられ、前回は第I巻1975年版・第II巻1987年版であり、最新版は2017年版が発行されてオンラインで資料が公開されている。
19世紀に気象の研究をしていたルーク・ハワード（Luke Howard）は、自ら考案したcumulus（積雲）、stratus（層雲）、cirrus（巻雲）、nimbus（乱雲）などの語を用いて雲の基本形（雲類）7種を命名した。
他にもたとえば1828年にはドイツのハインリッヒ・ドーフェが、1841年にはアメリカのエリアス・ルーミスが別の雲分類法を提案した。しかし、気象学の分野において、ハワードの命名法が国際的な標準となった。
その後、ヨーロッパの有識者らが協議して、ハワードによる高度と形によって雲を定義するという命名法を参考に10種の雲の基本形を考案し、国際雲図帳初版に掲載した。最終的にハワードが定めた体系的な命名手法とラテン名は、1929 年に国際気象委員会が最終的に採用した分類法の基礎となった。この分類法は後に、1951年に設立されたWMOに移管された。現在では、10基本形、11種、9変種、15副変種が定められている。